# Bihter Dinçel
Bihter Özdemir, conosciuta con il cognome del marito Dinçel (Diyarbakır, 3 marzo 1982), è un'attrice e scrittrice turca.

## Biografia
Nata nel 1982 a Diyarbakır (Turchia), Bihter Özdemir dopo aver completato l'istruzione primaria e secondaria, ha deciso di iscriversi presso il dipartimento di filosofia l'Università di Ege, dove al termine degli studi ha conseguito la laurea e in seguito si è formata in recitazione presso il BKM Mutfak.
Ha iniziato la carriera di recitazione prendendo parte alle commedie Hiç, Bak bir bulut ağlıyor, Ayna Ayna, che ha scritto lei stessa e Evcilik, che sono state messe in scena diverse volte a Smirne e Istanbul. Nel corso della sua carriera ha lavorato per cinque anni presso il teatro statale di Smirne. Oltre a recitare, scrive saggi e articoli che vengono pubblicati su varie riviste. Ha anche preso parte a spot pubblicitari, tra cui İstikbal Mobilya e Fortis Bank.
Dal 2006 al 2008 ha fatto il suo debutto come attrice sul piccolo schermo con il ruolo di Zeynep Hacer Aksoy nella serie Avrupa Yakası. Nel 2010 ha fatto il suo esordio al cinema con il ruolo di Narin nel film Vay Arkadaş diretto da Kemal Uzun. Dal 2009 al 2011 ha ottenuto il ruolo di Nazan Kirişçi Koçak nella serie Geniş Aile. Nel 2014 e nel 2015 ha interpretato il ruolo di Hale Özdemir nella serie Kertenkele. Nel 2016 e nel 2017 è stata scritturata per interpretare il ruolo di Suzan Giray nella serie Bana Sevmeyi Anlat. Dal 2019 al 2021 è stata scelta per interpretare il ruolo di Selvi Ustagil nella serie televisiva medica Il dottor Alì (Mucize Doktor). Nel 2022 ha interpretato il ruolo di Münevver Şahin nella serie Baba. Nel 2023 ha preso parte al cast della serie Yürek Çıkmazı, nel ruolo di Birsen Karataş. L'anno successivo, nel 2024, ha ricoperto il ruolo del pubblico ministero nella serie Aşka Düşman e quello di Perihan nel film Aile Çıkmazı diretto da Emre Bahadır Çırakoğlu.

## Vita privata
Dal 2008 è sposata con lo scenografo Barış Dinçel, figlio dell'attore Savaş Dinçel e dopo il matrimonio ha acquisito il cognome del marito. Nel 2011 la coppia ha avuto il loro primo figlio, Yağmur Ali Dinçel.

## Filmografia

### Cinema
- Vay Arkadaş, regia di Kemal Uzun (2010)
- Mutlak Adalet, regia di Hüseyin Eleman (2014)
- Geniş Aile: Yapıştır, regia di Ömer Uğur (2015)
- Bir Şey Değilim, regia di Muharrem Özabat (2016)
- Ailecek Şaşkınız, regia di Selçuk Aydemir (2018)
- Hareket Sekiz, regia di Ali Yorgancıoğlu (2019)
- Aile Çıkmazı, regia di Emre Bahadır Çırakoğlu (2024)

### Televisione
- Avrupa Yakası – serie TV, 70 episodi (ATV, 2006-2008)
- Kollama – serie TV (Samanyolu TV, 2008)
- Karamel – serie TV (Show TV, 2008)
- Haneler – serie TV (Kanal D, 2009)
- Sıkı Dostlar – serie TV, 1 episodio (TürkMax, Fox, 2009)
- Geniş Aile – serie TV, 108 episodi (Kanal D, Star TV, 2009-2011)
- Ali Ayşe'yi Seviyor – serie TV, 19 episodi (Fox, 2013)
- Galip Derviş – serie TV, 1 episodio (Kanal D, 2014)
- Kertenkele – serie TV, 34 episodi (ATV, 2014-2015)
- Eğlendirme Dairesi – serie TV, 5 episodi (Star TV, 2015)
- Bana Sevmeyi Anlat – serie TV, 22 episodi (Fox, 2016-2017)
- Tehlikeli Karım – serie TV, 6 episodi (Show TV, 2018)
- Vatanım Sensin – serie TV, 1 episodio (Kanal D, 2018)
- Il dottor Alì (Mucize Doktor) – serie TV, 64 episodi (Fox, 2019-2021)
- Sesli Güldüm – serie TV, 1 episodio (Exxen, 2021)
- Baba – serie TV, 15 episodi (Show TV, 2022)
- Yürek Çıkmazı – serie TV, 28 episodi (TRT 1, 2023)
- Aşka Düşman – serie TV, 4 episodi (TV8, 2024)

### Cortometraggi
- Scent of Yasemin, regia di Batikan Alkan (2018)
- Ouroboros, regia di Umut Serbetci (2019)

## Teatro
- Kuru Sıkı (2014)
- Eğlendirme Dairesi (2015)
- Geldim Gördüm Güldüm (2016)
- Aşiyan (2016)
- Manik Atak (2018)
- Mercaniye Çok Yaşa (2024)

## Opere
- Gebelere Balon:Hamilelik Hurafeleri, scritto insieme ad Elif Ezgi Uzmansel (2013)
- Toplu Oyunlar 1, libro in cui sono raccolti testi teatrali di Aşiyan, Ortanca e Manik Atak (2019)
- Keşke Unutsam, narrato attraverso gli occhi di un corvo, il libro interroga la memoria della società attraverso due persone che hanno perso la memoria (2020)

## Doppiatrici italiane
Nelle versioni in italiano dei suoi film e delle sue serie TV, Bihter Dinçel è stata doppiata da:
- Luisa D'Aprile[27] ne Il dottor Alì[28]

## Riconoscimenti
- Premio teatrale Bedia Muvahhit
  - 2019: Vincitrice come Drammaturga di maggior successo dell'anno per la storia di Ortanca del libro Toplu Oyunlar 1
- Premio del pubblico intermedio diretto
  - 2016: Vincitrice del Premio per la produzione solista per l'opera teatrale Aşiyan
- Premio teatrale Üstün Akmen
  - 2016: Vincitrice come Miglior drammaturga dell'anno per l'opera teatrale Aşiyan